# Église de la Mère-de-Dieu de Jajce
Pour les articles homonymes, voir Église de la Mère-de-Dieu.
L'église de la Mère-de-Dieu (en serbe cyrillique : Црква Свете Богородице ; en serbe latin : Crkva Svete Bogorodice) est située en Bosnie-Herzégovine, sur le territoire de la ville de Jajce et dans la municipalité de Jajce. Elle a été construite entre 1930 et 1935 et est inscrite sur la liste des monuments nationaux de Bosnie-Herzégovine. Elle fait partie de l'« ensemble naturel et architectural de Jajce » proposé par le pays pour une inscription au patrimoine mondial de l'UNESCO.
L'église est aujourd'hui en ruine.